# Sjaak Swart
Jesaia Sjaak Swart (Muiderberg, 3 de juliol de 1938) fou un futbolista neerlandès de la dècada de 1960 de família jueva.
Tota la seva carrera transcorregué a l'AFC Ajax amb més de 600 partits jugats, rècord al club. També fou internacional amb els Països Baixos, amb 31 partits jugats.

## Palmarès
Ajax
- Eredivisie (7): 1959-60, 1965-66, 1966-67, 1967-68, 1969-70, 1971-72, 1972-73
- Copa neerlandesa de futbol (5): 1960-61, 1966-67, 1969-70, 1970-71, 1971-72
- Copa d'Europa de futbol (3): 1970-71, 1971-72, 1972-73
- Copa Intertoto de la UEFA: 1962
- Supercopa d'Europa de futbol: 1972, 1973
- Copa Intercontinental de futbol: 1972